# Esarhaddon
Esarhaddon (akkadiska: Aššur-ahhe-iddina) var kung i Assyrien 681 - 669 f.Kr. Han var Sanheribs yngsta son, och far till sin efterföljare Ashurbanipal.

## Välde

### Misstänksamhet

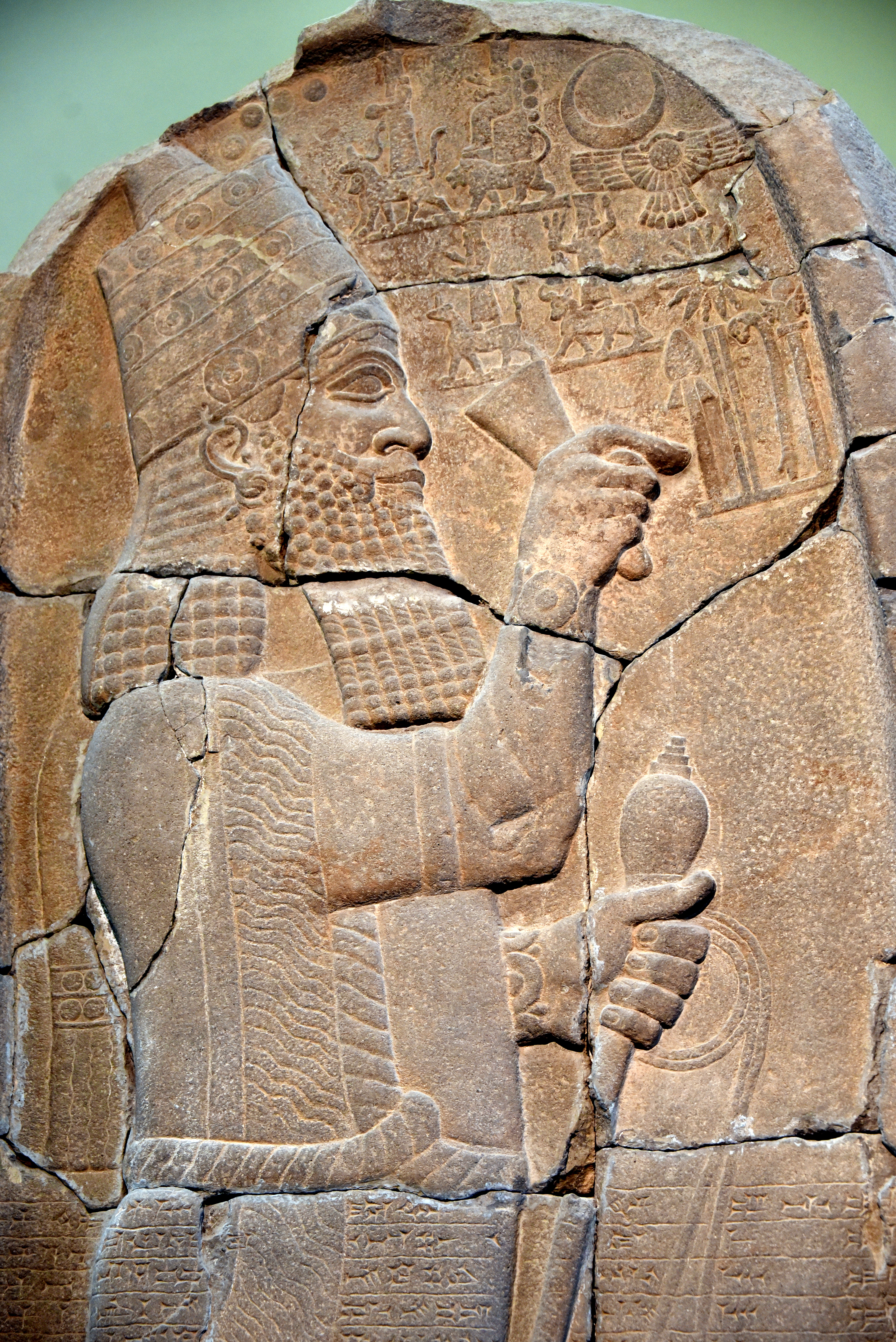
Närbild på Esarhaddon som han avbildas på sin segerstele efter att ha besegrat egypterna. Finns idag på Pergamonmuseet.

Esarhaddon blev Assyriens konung år 681 f.Kr. efter att han besegrat sina två bröder Arda-Mulissu och Nabu-shar-usur som mördat deras far Sanherib och försökt ta Esarhaddons plats på den assyriska tronen. Den våldsamma maktövergången gjorde att Esarhaddon hela sitt liv skulle vara en misstänksam och enligt vissa forskare paranoid konung. Han skall ofta ha sökt råd hos präster och orakel om huruvida någon av hans släktingar var ute efter att skada honom och han litade inte på sina statsmän och speciellt inte på sina manliga släktingar. Många assyriska kungar sökte råd hos gudarna genom orakel gällande politiska beslut och krigföring men endast Esarhaddon har lämnat efter sig skrifter där han ber om råd gällande förräderi.  Esarhaddons misstänksamhet resulterade i att kvinnorna i hovet, då främst Esarhaddons kvinnliga släktingar och fru, fick långt mer inflytande över riket än vad som tidigare varit fallet i det assyriska imperiet. 
Esarhaddons misstänksamhet visade sig även i hans val av palats. Istället för att bo i palatset i centrala Nimrud, en ståtlig och synlig byggnad där större delen av det administrativa arbetet pågick, bosatte han sig istället i en palatsliknande rustkammare som låg på en lättförsvarlig kulle i utkanten av staden.  Esarhaddon bättrade dessutom byggnaden genom att sätta upp nya förstärkta portar vid alla ingångar till palatset vilket innebar att byggnaden vid behov kunde förvandlas till en fästning. Även i Nineve lät han bygga en liknande byggnad på en kulle i utkanten av staden. 
Vissa forskare menar att Esarhaddon led av en paranoid personlighetsstörning medan andra menar att han bara var misstänksam och pekar på att paranoia grundar sig i "inbillad och irrationell rädsla för att någon är ute efter en" Esarhaddon hade otvivelaktigt många fiender och även släktingar som ville komma åt Assyriens tron och hans rädsla för förräderi kan därmed inte ses som irrationell.

### Återuppbyggandet av Babylon
Esarhaddon ville få befolkningen i Babylon, som utgjorde det assyriska imperiets södra del, på sin sida. Därför beslutade han att staden Babylon skulle återuppföras. Staden hade tidigare bränts till grunden av Esarhaddons far Sanherib efter flera uppror varav ett resulterat i att Sanheribs äldsta son Ashur-nadin-shumi överlämnades till Elam där han sannolikt avrättades. Återuppbyggandet skulle fortsätta under hela Esarhaddons liv och när han avled var den fortfarande inte klar. Hans efterträdare skulle komma att fortsätta med återuppförandet av staden.

### Militära kampanjer
De vasallstater som hoppats på att Esarhaddons tillträde av Assyriens tron skulle resultera i en turbulent period för riket där de kunde bryta sig fria skulle komma att bli besvikna. Trots sin misstänksamhet var Esarhaddon omtyckt av både sina guvernörer och den assyriska armén som gav honom sitt fulla stöd. De två största hoten mot Assyrien under Esarhaddons tidiga år på tronen var kungariket Urartu i norr och kimmeriska nomader som utförde räder i Assyriens västra gränsland. Ett av Esarhaddons första steg som kung var att alliera sig med skyterna som även de var ett nomadfolk kända för sina ryttare. Målet verkar ha varit att avskräcka kimmerierna från att utföra vidare räder mot Assyrien men detta misslyckades. 679 f.Kr. invaderade kimmerierna på allvar de västra delarna av Assyrien och 676 f.Kr. hade de tagit sig långt in i riket och plundrat alla städer och byar i sin väg. Esarhaddon insåg att han nu var tvungen att agera och han ledde personligen en assyrisk armé till Kilikien där han besegrade kimmeriernas armé. Esarhaddons skrifter påstår att det var han själv som dräpte kimmeriernas konung Teushpa.
Medan kimmerierna plundrade västra Assyrien reste sig även en av deras vasaller, Sidon, i uppror mot riket. Sidon, som erövrats av Sanherib 701 f.Kr., ansåg att den kimmeriska invasionen var det perfekta tillfället att bryta sig fria från assyrierna. Esarhaddon insåg dock att han kunde slå två flugor i en smäll och på väg mot kimmererna beslutade han att armén skulle ta en omväg och besegra Sidon. Sidon intogs 677 f.Kr. och efter det utfördes även en kampanj mot Kilikiens vasallkung Sanduarri som även han gjort uppror. Sidons kung Abdi-Milkutti hade flytt med båt när den assyriska armén anlände men han tillfångatogs 676 f.Kr.. Efter det avrättades de två upproriska kungarna och deras huvuden bands i rep och hängdes runt halsen på deras två mest trogna adelsmän som sedan tvingades marschera runt i Nineve med huvudena. Efter den lyckade kampanjen mot Sidon och Kilikien (där även kimmererna besegrats) gjordes Sidon till en assyrisk provins styrd av en guvernör medan Kilikien gavs till vasallkungen Baal av Tyros. 
Efter att ha hanterat problemen i de västra delarna av imperiet vände Esarhaddon sin uppmärksamhet norrut mot Urartu. Först anfölls mannaerna som var en folkstam allierad till Urartu och efter det anfölls själva kungadömet Urartu. Som del av den urartiska kampanjen anföll Esarhaddon även det urartiska vasallkungadömet Shupria som egentligen försökt hålla sig utanför kriget. Casus belli för detta var att Esarhaddons bröder Arda-Mulissu och Nabu-shar-usur uppehöll sig i riket och att kungen av Shupria först vägrade överlämna dem till assyrierna. När kungen av Shupria slutligen gick med på att överlämna bröderna menade Esarhaddon att det tagit för lång tid och riket erövrades. Esarhaddons bröder avrättades därefter. 673 f.Kr. hade Urartu och Shupria fallit, Shupria blev till en assyrisk provins styrd av guvernörer och Urartu blev ett assyriskt vasallkungadöme. 

### Elam och första egyptiska kampanjen
675 f.Kr. hade Elam invaderat Babylonien och de hade erövrat staden Sippar. Större delen av den assyriska armén var då upptagen i Anatolien och Kaukasus med kriget mot Urartu och dess allierade och därmed hade de inte styrka nog att driva tillbaka elamiterna. Det finns få källor om konflikten och Sippars fall omnämns inte i Esarhaddons skrifter då förlusten av staden ansågs skamlig för assyrierna. Strax efter att Sippar intagits dog dock Elams kung Khumban-khaltash II och han efterträddes av Urtak. Urtak oroade sig för att assyrierna skulle överge sina kampanjer i Anatolien och istället inrikta sig på Elam och för att skipa fred mellan rikena avslutade han den elamitiska kampanjen i Babylonien och Sippar återlämnades till Assyrien. Han lämnade även över gudastatyer som elamiterna tagit i tidigare kampanjer. Efter att Elam dragit sig tillbaka formade Esarhaddon och Urtak en allians och de utbytte några av sina barn som gisslan till varandra. 
Mot mitten av 673 f.Kr. var det assyriska imperiets västra, östra och norra gränser säkrade. Kvar av de gamla fienderna var nu endast det egyptiska riket som om och om igen sponsrat och stöttat uppror mot assyrierna i Levanten. Esarhaddon beslutade sig för att det nu var dags att göra slut på Egypten en gång för alla och vintern 673 f.Kr. anföll han riket. Esarhaddon och hans generaler ansåg att Egypten endast skulle falla om anfallet kom hastigt och den assyriska armén hade därmed drivits hårt för att så snabbt som möjligt nå den egyptiska gränsen. Resultatet blev dock att en utmattad assyrisk armé mötte den utvilade egyptiska armén under farao Taharka vid den egyptiska staden Ashkelon i Levanten. Striden som följde resulterade i vad som möjligen kan ha varit ett av Assyriens största nederlag dittills och kampanjen avbröts efter slaget, Esarhaddon återvände därmed till Nineve.

### Falnande hälsa och depression
Efter den misslyckade invasionen av Egypten var det uppenbart att Esarhaddons hälsa försämrades. Detta var ett problem då en assyrisk kung var tvungen att vara vid god hälsa både mentalt och fysiskt. Esarhaddon verkar nästan konstant ha lidit av åkommor och ibland spenderade han flera dagar i sitt sovrum utan att äta, dricka eller samtala. När hans fru Esharra-hammat dog ungefär samtidigt som deras nyfödda barn verkar hans psykiska mående ha försämrats ännu mer. Skrifter från hovet från perioden talar om att Esarhaddon ofta sörjde sin fru och sitt barn vilket även syns i Esarhaddons brevväxling med sin överexorsist (huvudläkare) Adad-shumu-usur. Ett av breven från Adad-shumu-usur lyder som följer:
"och vad kungen, min herre, skrev till mig "Jag känner mig väldigt ledsen, vad har vi gjort för att jag skall förtjäna att känna sådan sorg över min lilla". Hade botemedel funnits hade du givit halva ditt kungadöme för att bota det men vad kan vi göra?, o konung, min herre, vi kan inte göra något åt detta."
Skrifter nedtecknade av Esarhaddons doktorer talar om de sjukdomar Esarhaddon led av och nämner några av hans symptom som våldsamma kräkningar, konstant feber, näsblod, yrsel, smärta i örat, diarré och depression. Han hade även utslag över hela kroppen vilket gjorde det tydligt för alla som gick nära honom att kungen var mycket sjuk. Läkarna, som förmodligen var de bästa i Assyrien stod handfallna och tvingades till slut erkänna att de inte visste vad de skulle göra. i en skrift från en läkare står:
"Min herre, kungen, fortsätter att säga till mig " Varför tar ni inte reda på vad jag har för sjukdom och botar mig?" Jag har redan sagt till honom personligen att hans symptom ej kan klassificeras."
Esarhaddons sjukdomstillstånd övertygade honom om att han snart skulle dö. Dessutom ansågs sjukdom vara gudarnas straff för oförrätter och kungens tillstånd hölls därmed hemlig för den assyriska befolkningen och adelsmännen som förblev ovetande. För att försäkra sig om att ingen såg kungen återinfördes en gammal tradition om att alla som skulle samtala med kungen gjorde det på sina knän med huvudet nedböjt och täckt av en slöja.

### Planeringen av efterträdare
Då Esarhaddon var övertygad om att han snart skulle avlida började han tänka mycket på hur maktövergången till hans efterträdare skulle ske. Esarhaddons egna kröning hade varit resultatet av ett sex år långt inbördeskrig och Esarhaddon ville undvika att hans söner mötte en liknande situation. En stor oro för Esarhaddon var att hans söner fortfarande var minderåriga och att risken fanns för att flera grupper i det assyriska samhället skulle försöka ta över makten innan de blev gamla nog för att styra själva. Dessutom fanns manliga släktingar till Esarhaddon i livet som faktiskt hade ett giltigt anspråk på tronen om Esarhaddon och hans söner dog.
Redan 674 f.Kr. hade Esarhaddon utsett sin äldste son till kronprins men han avled 672 f.Kr. Esarhaddon tillsatte nu sina två söner Shamash-shum-ukin och Ashurbanipal som kronprinsar till Babylonien och Assyrien respektive. Detta var helt nytt i det assyriska samhället då de tidigare assyriska kungarna ansetts vara kung av både Assyrien och Babylon. En annan underlig sak med kronprinsarna var att Shamash-shum-ukin som var äldst blev kronprins av Babylon och Ashurbanipal som var yngre blev kronprins av Assyrien vilket ansågs ha mer status. Anledningen till detta är okänd men det kan ha varit så att Shamash-shum-ukins mor var från Babylon. Detta skulle i så fall kunna bli ett problem om han skulle tillträda Assyriens tron och det är även möjligt att Esarhaddon tänkte att babylonierna skulle vara nöjdare med en kung som var halvbabylonier. De båda bröderna satte sig snabbt in i den assyriska politiken vilket resulterade i en lättnad av den politiska bördan på deras sjuke far.
Esarhaddons mor Naqi'a gjorde även sitt för att säkra Ashurbanipals plats på den assyriska tronen och hon tvingade alla potentiella fiender och alla med anspråk på Assyriens tron att svära trohet till Ashurbanipal. Esarhaddon skrev även fredsavtal med sex riken öst om Assyrien och med flera av de guvernörer som levde utanför det assyriska hemlandet. Shamash-shum-ukin tvingades även han svära trohet till Ashurbanipal men Ashurbanipal tvingades lova att inte lägga sig i Shamash-shum-ukins styre av Babylonien.

### Erövringen av Egypten

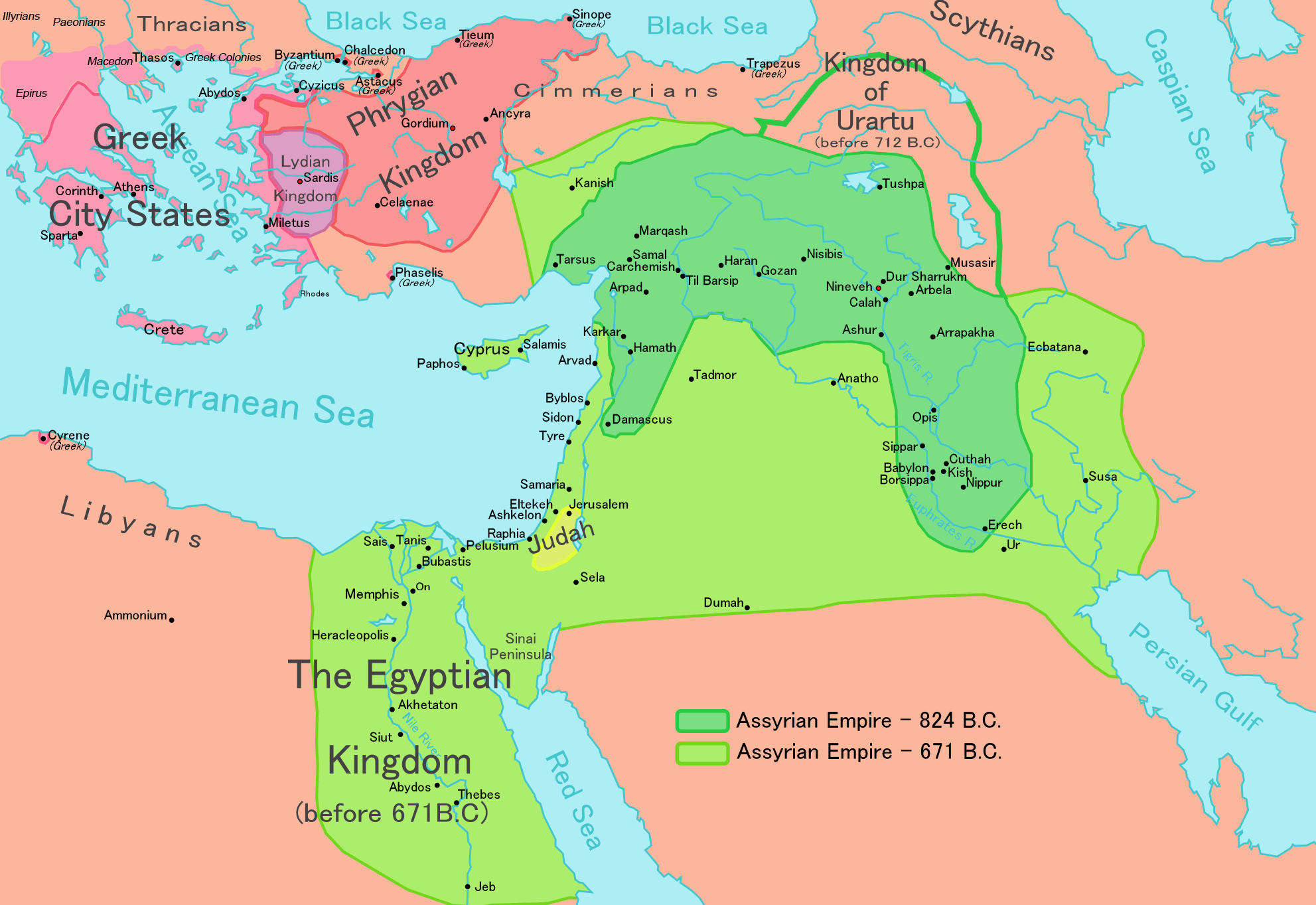
Assyriska imperiet efter Esarhaddons erövring av Egypten.

Tidigt år 671 f.Kr. hade Esarhaddons hälsa förbättrats avsevärt och han beslutade sig för att åter igen försöka invadera Egypten. Han samlade en här som var större än den armé han tagit med sig vid förra kampanjen och begav sig sedan av mot den egyptiska gränsen. Han marscherade även mycket långsammare för att se till så att armén var utvilad när de väl mötte egypterna. I Harran som låg i det västra assyriska imperiet fick han höra en profetia som sa att han skulle erövra egypternas land vilket stärkte hans tro på kampanjen. Tre månader efter att ha passerat Harran stod det första slaget mellan Egypten och Assyrien och assyrierna vann då en stor seger. Trots segern och profetian oroade sig Esarhaddon för sin egen säkerhet och hälsa och elva dagar efter segern beslutade han sig för att genomföra "ersättningskung-riten". Riten var en gammal Assyrisk rit som gick ut på att kungen gömde sig i hundra dagar medan en ersättare (helst handikappad) tog hans plats på tronen. Ersättaren fick sova i kungens säng, äta kungens mat och bära kronan tills hundra dagar gått. Målet var att all ondska och olycka som var på väg att drabba kungen istället drabbade ersättaren. Under de hundra dagarna kallades den riktige kungen endast "bonden" och när tiden var över avrättades ersättarkungen (om denne inte dött tidigare av en olycka eller sjukdom) och all ondska ansågs då ha passerat. 
Esarhaddons rit innebar att han inte själv kunde leda den assyriska armén och armén leddes istället av hans huvudeunuck Ashur-nasir medan riket styrdes av kronprinsarna. Ashur-nasir besegrade egypterna i två till slag och när Esarhaddon till slut var tillbaka lyckades de 671 f.Kr. erövra och plundra huvudstaden Memphis. Farao Taharqa lyckades fly från staden men hans fru och son tillfångatogs av assyrierna. Delar av den egyptiska befolkningen blev sedan förda till Assyrien för att bosätta sig där istället. 
Efter Egyptens fall bedrev Esarhaddon en kampanj mot Baal av Tyros som allierat sig med egypterna och därefter reste han tillbaka till Harran igen. 

### Konspirationen 671–670 f.Kr.
När Esarhaddon var i Harran började en ny profetia spridas från samma profetissa som tidigare sagt att Esarhaddon skulle erövra Egypten. Denna gång löd profetian "Dessa är guden Nusku's ord; Kungaskapet tillhör Sasi, jag skall förstöra Esarhaddons namn och ätt".
Oberoende av profetians sanningshalt så gav detta ett legitimt, religiöst skäl till Esarhaddons motståndare att se både honom och hans söner som tronpretendenter. Vem Sasi var är okänt men det är möjligt att han var en ättling till Sargon II och därmed faktiskt hade anspråk på tronen. Sasi verkar själv ha hört profetian och han samlade snabbt ett stort följe av rika och betydelsefulla anhängare, däribland Ashur-nasir som lett assyrierna i seger mot Egypten. Esarhaddon fick dock snabbt reda på konspirationen mot honom och hans ätt då han i sin misstänksamhet byggt upp ett stort nätverk av tjänare i imperiet som genast rapporterade om någon planerade att göra uppror mot honom. På detta sätt fick han veta att Sasi hade anhängare i både Harran, Babylonien och i det assyriska kärnlandet. Esarhaddons reaktion var att genomföra ännu en ersättningskung-rit.
När hundra dagar passerat kom Esarhaddon ut ur sin gömma och han beordrade omedelbara anfall mot alla som stöttade Sasi. Vad som hände med Sasi och profetissan som uttalat profetian är okänt men de avrättades sannolikt. I det hela blev det en gigantisk utrensning av de assyriska ämbetsmännen och adeln och fynd har gjorts i hela det assyriska riket där praktfulla hus verkar ha bränts ned under perioden vilket tyder på att de möjligen tillhörde Sasi-anhängare. Assyriens administration led även den hårt då Esarhaddon i flera månader vägrade tillsätta nya ämbetsmän på de platser som nu blev tomma. Han förändrade även hovets hierarki genom att införa två nya titlar vilket gjorde det ännu svårare för hans hovmän att möta honom i egen person. Esarhaddons utrensningar gjorde dock att inget uppror skedde i riket och makten säkrades för hans ätt.

### Död
669 f.Kr. hade Esarhaddon överlevt flera kampanjer och en konspiration mot honom. Han insjuknade nu dock åter igen i sin okända sjukdom och han var dessutom mer misstänksam än någonsin. Än en gång utförde han ersättningskung-riten och medan han var borta på den återvände farao Taharqa till Egypten. Då situationen i Assyrien såg ut att vara väldigt instabil reste sig egypterna bakom Taharqa och de försökte befria sig från det assyriska imperiet. När Esarhaddon återvände från sin rit såg han ut att må bättre och han beslutade sig för att genast anfalla Egypten igen. När armén stannade i Harran den 1 november 669 f.Kr. avled han dock, sannolikt i sviterna av sin sjukdom. 
Efter Esarhaddons död tillträdde Ashurbanipal och Shamsh-shum-ukin sina troner i Assyrien och Babylonien. Deras kröning verkar ha gått till utan några uppror eller inbördeskrig i riket vilket tyder på att Esarhaddon och Naqi'as hårda arbete för att säkra maktövergången lyckats. Åtminstone till en början.

## Efter Esarhaddon
Ashurbanipal blev kung av Assyrien och Shamsh-shum-ukin av Babylonien och till en början verkar det ha varit fred mellan bröderna. Ashurbanipal avslutade sin fars kampanjer i Egypten med en serie segrar som tog honom ända till Thebe och Egypten delades sedan upp i flera mindre vasallkungadömen. Shamsh-shum-ukin spenderade sina första år i Babylon med att fortsätta återbygga staden och återställa den babyloniska landsbygden, dock var han officiellt vasallkung till Ashurbanipal. I och med att Babylonien blev mer och mer återställt blev Shamsh-shum-ukin mäktigare och han började snart längta efter att befria sig från sin yngre bror och göra Babylon till ett eget kungadöme igen. Tillsammans med flera Assyriska vasaller gjorde han därmed uppror mot Ashurbanipal 654 f.Kr. vilket ledde till ett inbördeskrig som varade i 6 år. 648 f.Kr. föll Babylon till slut till Ashurbanipals armé och Shamsh-shum-ukin tog sitt eget liv. 
Ashurbanipal skulle spendera stor del av sin tid på tronen med att strida mot Assyriens olika fiender och när han dog efterträddes han av sin son Ashur-etil-ilani. Ashur-etil-ilani var dock inte den krigarkung hans förfäder varit och det assyriska imperiet började snabbt att splittras.  

### Historikernas syn på Esarhaddon
Esarhaddon, efterträdare av Sanherib och föregångare till Ashurbanipal anses tillsammans med dessa två som en av Assyriens tre stora kungar. Han anses oftast som en mildare kung än Sanherib som gjorde mycket för att fredligt pacificera och integrera de erövrade folkslagen i det assyriska riket. Han var även den enda assyriska storkungen som aldrig hade några problem med Babylon. Enligt assyriologen Karen Radner framstår Esarhaddon som en faktiskt individ snarare än en distant härskare, detta då mycket av hans hovkorrespondens bevarats till skillnad från de andra assyriska kungarna vars liv mest återberättas i deras kungliga skrifter. 